# Aucasaurus
Aucasaurus a fost un gen de dinozaur teropod de dimensiuni medii din Argentina care a trăit în Cretacicul târziu. Singurul schelet cunoscut provine din Cretacicul superior și a fost descoperit în situl argentinian Auca Mahuevo, care este  renumit pentru numeroasele descoperiri de ouă și embrioni de sauropode. Este un schelet conservat destul de bine, aproape complet, care include amprente ale pielii și țesuturilor. Această descoperire oferă informații despre diverse aspecte anterior slab înțelese ale anatomiei Abelisauridelor, în special brațele mult reduse și lipsa aproape totală de degete, prin urmare, are o valoare științifică ridicată. Aucasaurus a fost descris provizoriu științific în 2002 de cercetătorii din jurul lui Rodolfo Coria cu specia unică Aucasaurus garridoi. Începând cu 2008 i s-a făcut o descriere extinsă.
Numele Aucasaurus provine din limba mapuche și indică situl Auca Mahuevo, locul unde a fost găsit scheletul; sufixul saurus provine din greacă și înseamnă „șopârlă”. A doua parte a numelui de specie, garridoi, a fost dat în onoarea lui Alberto Garrido, descoperitorul scheletului.

## Descriere

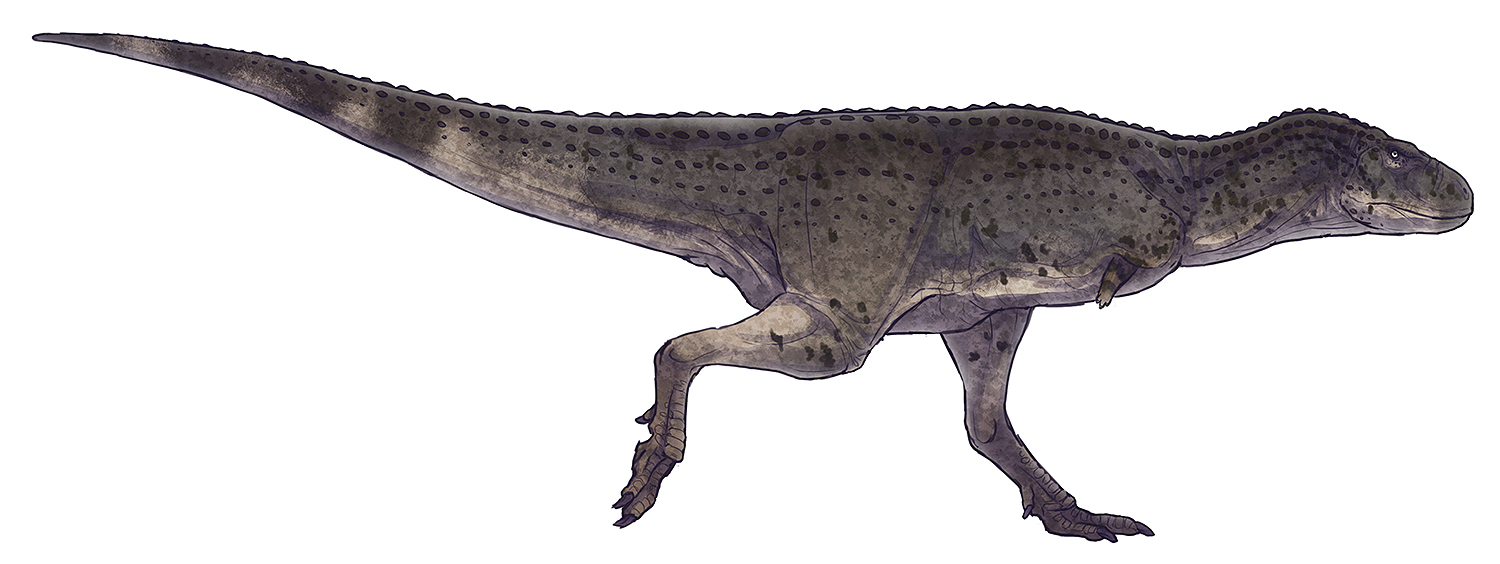
Reconstrucție

Aucasaurus, ca și alți Abelisauride, a fost un carnivor biped, cu un craniu relativ scurt și cu brațele reduse. Scheletul găsit este cu 30% mai mic decât cel al Carnotaurus cu care este strâns înrudit. Picioarele erau relativ subțiri – asemănătoare cu Carnotaurus însă spre deosebire de Majungasaurus.. În comparație cu Carnotaurus, Aucasaurus a fost mai puțin specializat: în timp ce Carnotaurus avea o pereche de coarne mari, Aucasaurus avea o pereche de creste joase deasupra fiecărui ochi.
Brațele mici ale Aucasaurus erau scurte ca la rudele sale, însă erau proporțional mai lungi datorită dimensiunilor sale mai mici. Mâna lui Aucasaurus era neobișnuită: erau prezente patru metacarpiene însă pentru primul și al patrulea lipseau degetele. Al doilea și al treilea aveau degete, dar erau destul de scurte și nu aveau gheare.
În 2010, Gregory S. Paul a estimat lungimea corpului la 5,5 metri și greutatea sa la 700 de kilograme. În 2016, lungimea sa a fost estimată la 6,1 metri într-o analiză cuprinzătoare a dimensiunilor abelisaurului.

## Clasificare
Aucasaurus a fost strâns înrudit cu Carnotaurus și ambii fac parte din Carnotaurini.
Mai jos este o cladogramă realizată de Canalle și colab. în 2009.
|  | Aucasaurus  |
|  |             |
|  | Carnotaurus |
|  |             |

|  | Ilokelesia                                                          |
|  |                                                                     |
|  | \| \| Skorpiovenator \| \| \| \| \| \| Ekrixinatosaurus \| \| \| \| |
|  |                                                                     |
|  | Skorpiovenator                                                      |
|  |                                                                     |
|  | Ekrixinatosaurus                                                    |
|  |                                                                     |

|  | Skorpiovenator   |
|  |                  |
|  | Ekrixinatosaurus |
|  |                  |

|  | Aucasaurus  |
|  |             |
|  | Carnotaurus |
|  |             |

|  | Ilokelesia                                                          |
|  |                                                                     |
|  | \| \| Skorpiovenator \| \| \| \| \| \| Ekrixinatosaurus \| \| \| \| |
|  |                                                                     |
|  | Skorpiovenator                                                      |
|  |                                                                     |
|  | Ekrixinatosaurus                                                    |
|  |                                                                     |

|  | Skorpiovenator   |
|  |                  |
|  | Ekrixinatosaurus |
|  |                  |

|  | Aucasaurus  |
|  |             |
|  | Carnotaurus |
|  |             |

|  | Ilokelesia                                                          |
|  |                                                                     |
|  | \| \| Skorpiovenator \| \| \| \| \| \| Ekrixinatosaurus \| \| \| \| |
|  |                                                                     |
|  | Skorpiovenator                                                      |
|  |                                                                     |
|  | Ekrixinatosaurus                                                    |
|  |                                                                     |

|  | Skorpiovenator   |
|  |                  |
|  | Ekrixinatosaurus |
|  |                  |

|  | Aucasaurus  |
|  |             |
|  | Carnotaurus |
|  |             |

|  | Ilokelesia                                                          |
|  |                                                                     |
|  | \| \| Skorpiovenator \| \| \| \| \| \| Ekrixinatosaurus \| \| \| \| |
|  |                                                                     |
|  | Skorpiovenator                                                      |
|  |                                                                     |
|  | Ekrixinatosaurus                                                    |
|  |                                                                     |

|  | Skorpiovenator   |
|  |                  |
|  | Ekrixinatosaurus |
|  |                  |